# Hahake (Wallis und Futuna)
Hahake (wallisianisch für „Ost“) ist einer der drei Distrikte des Königreichs von Uvea im französischen Überseegebiet Wallis und Futuna im Pazifik. Er ist der bevölkerungsreichste Distrikt in Uvea und grenzt an Hihifo und Muʻa.
Die Hauptstadt Mata Utu ist zugleich die Hauptstadt der übergeordneten Verwaltungseinheiten Uvea und Wallis und Futuna.

## Geografie
Der Distrikt Hahake ist von Norden nach Süden betrachtet zentral gelegen und nimmt etwa ein Drittel der Fläche der Insel Uvea ein. Zu Hahake gehören auch die vor der Ostküste gelegenen Inseln Nukuhifala, Nukuhione, Luaniva, Fugalei und Tekaviki. Der Distrikt liegt komplett auf den Wallis-Inseln.
Hahake besteht aus sechs Dörfern mit eigenem Dorfvorsteher, denen ein Faipule als Verwalter des Distrikts vorsteht:
| Dorf       | Einwohner (1. Januar 2023) |
| ---------- | -------------------------- |
| Mata Utu   | 984                        |
| Liku       | 613                        |
| Falaleu    | 550                        |
| Akaʻaka    | 435                        |
| Ahoa       | 454                        |
| Haʻafuasia | 307                        |